# Goyán (Pontevedra)
Goyán (en gallego Goián, y oficialmente San Cristovo de Goián) es una parroquia perteneciente al municipio pontevedrés de Tomiño en Galicia, España. Tiene 2045 habitantes, 1011 varones y 1034 mujeres, repartidos en los siguientes núcleos y entidades de población:
- A Avenida do Brasil.
- A Avenida de Ordóñez.
- A Calle.
- A Centinela.
- O Couto.
- Fontela.
- A Gándara.
- San Lourenzo.
- Soutelo.
- Tollo.